# Hauteur utérine
En obstétrique, la hauteur utérine est un élément de dépistage clinique, qui permet d'évaluer la croissance du fœtus et le développement de l'utérus, du placenta, et du liquide amniotique au cours de la grossesse.
Elle se mesure à l'aide d'un mètre-ruban, de la symphyse pubienne jusqu'au fond utérin (repéré par la palpation manuelle). Elle est difficile à mesurer, parfois trompeuse en fonction de la corpulence maternelle, et reste opérateur dépendant.

## Hauteur utérine normale selon le terme
Normalement pour une grossesse monofoetale:
- Entre 4 et 7 mois, HU (cm) = Mois de grossesse x 4
- Au 8e et 9e mois, HU (cm) = [Mois de grossesse x 4] - 2 cm (par mois)

| Terme  | HU (cm) |
| ------ | ------- |
| 4 mois | 16      |
| 5 mois | 20      |
| 6 mois | 24      |
| 7 mois | 28      |
| 8 mois | 30      |
| 9 mois | 32 - 34 |

Ou entre 16 et 32 SA : HU = nombre de SA (semaine d'aménorrhée) - 4 (règle de A.Fournier)(en cm).
Puis à partir de 32SA : HU = 28cm + 0.5 cm par SA

## Anomalie de la Hauteur utérine
Dans tous les cas, dans le cas d'une grossesse ou le terme est relativement connu, une anomalie de hauteur utérine (insuffisante ou excessive) peut faire suspecter des anomalies de croissance du fœtus (retard de croissance intra utérin ou macrosomie), ainsi que des anomalies de quantité de liquide amniotique (oligohydramnios ou polyhydramnios).
NB : Les valeurs indiquées ci-dessus ne s'appliquent pas pour les grossesse multiples pour lesquelles les valeurs sont forcément augmentées.
La hauteur utérine est un élément de dépistage clinique et ne peut pas conduire à elle seule à un diagnostic.
Elle reste souvent imprécise, mais une anomalie constatée peut motiver dans certains cas des investigations supplémentaires (essentiellement réalisation d'une échographie), afin d'exclure ou d'affirmer une anomalie de croissance du fœtus, de quantité de liquide ...